# Hazatérés (Vámpírnaplók)
A Hazatérés (Pilot) a Vámpírnaplók című amerikai sorozat első évadjának első epizódja.

## Epizódismertető
Elena Gilbert és öccse Jeremy próbálják túltenni magukat a 4 hónappal ezelőtt történt tragikus balesetben elhunyt szüleik emlékén.
Az gimibe új srác érkezik, mindenki róla beszél. Előtörnek Jeremy problémái és miután Elena kiosztotta, belebotlik az új fiúba.
Elena ellátogat a temetőbe, szülei sírjához ahol furcsa köd veszi körül és egy holló is megjelenik, pár pillanat múlva belefut az új fiúba, Stefan Salvatoreba.
Az iskolai hagyomány a nyitóbuli. A bulin Vicki-t valami megtámadja. Vickire Jeremy és Elena találnak rá. A támadást Stefan bátyja, Damon követte el. Stefan ki akarja deríteni miért tűnt fel 15 év után ismét testvére.

## Érdekesség
Paul Wesley (Stefan) csak a forgatás előtt két héttel értesült arról, hogy megkapta a szerepet.

Ebben a részben kiderül, hogy a ködöt és a varjút Damon, Stefan bátyja irányítja, és azt is megtudhattuk, hogy a fivérek már több mint 15 év óta nem találkoztak.

## Zenék
- Silversun Pickups – Sort Of
- Mat Kearney – Here We Go
- The Raconteurs – Consoler of the Lonely
- OneRepublic – Say (All I Need)
- Katy Perry – Thinking Of You
- MGMT – Kids
- Placebo – Running Up That Hill
- White Lies – Death
- The All American Rejects – Back To Me
- Bat For Lashes – Siren Song
- The Fray – Never Say Never
- Stars – Take Me To The Riot